# Ihor Tymczenko
Ihor Wiktorowycz Tymczenko, ukr. Ігор Вікторович Тимченко (ur. 16 stycznia 1986 w Połtawie) – ukraiński piłkarz, grający na pozycji napastnika.

## Kariera piłkarska

### Kariera klubowa
Wychowanek DJuSSz im.Horpynka Połtawa, barwy której bronił w juniorskich mistrzostwach Ukrainy (DJuFL). Pierwszy trener - Ołeksij Wysznewecki. Na początku 2004 rozpoczął karierę piłkarską w drużynach trzecioligowych Ełektron Romny i Wuhłyk Dymytrow. Latem 2004 został piłkarzem rosyjskiego klubu Lokomotiw Moskwa, ale występował tylko w drużynie rezerw. Następnie bronił barw klubów Obołoń-2 Kijów i Spartak Sumy. W drugiej połowie 2006 przez finansowe problemy Spartaka przeszedł do Stali Ałczewsk, w barwach której 15 października 2006 roku debiutował w Wyższej Lidze. Latem 2007, po tym jak Stal spadła z Wyższej Lihi, przeniósł się do Metałurha Donieck. W rundzie jesiennej sezonu 2009/2010 został wypożyczony do Zakarpattia Użhorod, a na początku 2010 wypożyczony do Worskły Połtawa. W kwietniu 2011 jako wolny agent podpisał kontrakt z Czornomorcem Odessa, a w sierpniu z klubem Obołoń Kijów. Po zakończeniu sezonu 2011/12 odszedł do Krymtepłyci Mołodiżne, a podczas przerwy zimowej sezonu 2012/13 zasilił skład FK Połtawa.